# Penelope Dudley-Wardová
Penelope Dudley-Wardová (Penelope Ann Rachel, Lady Reed; 4. srpna 1914 – 22. ledna 1982) byla anglická herečka.

## Život
Penelope Anne Rachel Dudley Wardová se narodila v Londýně jako starší dcera Williama Dudley Warda a Fredy Dudley Ward, dlouhodobé milenky prince z Walesu, budoucího krále Eduarda VIII. Ve 30. a 40. letech 20. století byla hlavní dámou některých britských filmů. Po svém druhém sňatku oznámila svůj odchod z obrazovky.
Její první manželství s Anthonym Pelissierem trvalo od 29. prosince 1939 do jejich rozvodu v roce 1944; měli spolu jednu dceru, herečku Tracy Reedovou. 24. ledna 1948 se Penelope provdala za filmového režiséra Carola Reeda. 14. září 1948 se jim narodil syn Max Reed. Manželé spolu zůstali až do Carolovi smrti v roce 1976.
Lady Reed zemřela v lednu 1982 na mozkový nádor. Přežila ji její matka, mladší sestra a děti.

## Filmografie
- Escape Me Never (1935)
- Moscow Nights (1935)
- The Citadel (1938)
- Hell's Cargo (1939)
- Dangerous Comment (1940)
- The Case of the Frightened Lady (1940)
- Convoy (1940)
- Major Barbara (1941)
- In Which We Serve (1942)
- The Demi-Paradise (1943)
- English Without Tears (1944)
- The Way Ahead (1944)